# Habib Keïta
Habib Ali Keïta (Bamako, 5 febbraio 2002) è un calciatore maliano, centrocampista del Clermont Foot.

## Carriera
Cresciuto nella JMG Academy di Bamako, il 5 ottobre 2020 viene acquistato dall'Olympique Lione per un milione di euro. inizialmente aggregato alla seconda squadra, l'8 maggio 2021 fa il suo esordio in Ligue 1 nel match vinto 4-1 contro il Lorient.

## Statistiche
Statistiche aggiornate al 10 dicembre 2021.

### Presenze e reti nei club
| Stagione        | Squadra           | Campionato      | Campionato | Campionato | Coppe nazionali | Coppe nazionali | Coppe nazionali | Coppe continentali | Coppe continentali | Coppe continentali | Altre coppe | Altre coppe | Altre coppe | Totale | Totale | Totale |
| Stagione        | Squadra           | Comp            | Pres       | Reti       | Comp            | Pres            | Reti            | Comp               | Pres               | Reti               | Comp        | Pres        | Reti        | Pres   | Reti   |        |
| --------------- | ----------------- | --------------- | ---------- | ---------- | --------------- | --------------- | --------------- | ------------------ | ------------------ | ------------------ | ----------- | ----------- | ----------- | ------ | ------ | ------ |
| 2020-2021       | Olympique Lione 2 | N2              | 1          | 0          |                 | -               | -               |                    | -                  | -                  |             | -           | -           | 1      | 0      |        |
| 2021-2022       | Olympique Lione 2 | N2              | 4          | 1          |                 | -               | -               |                    | -                  | -                  |             | -           | -           | 4      | 1      |        |
| 2020-2021       | Olympique Lione   | L1              | 1          | 0          | CF              | 0               | 0               |                    | -                  | -                  |             | -           | -           | 1      | 0      |        |
| 2021-2022       | Olympique Lione   | L1              | 2          | 0          | CF              | 0               | 0               | UEL                | 3                  | 0                  |             | -           | -           | 5      | 0      |        |
| Totale carriera | Totale carriera   | Totale carriera | 8          | 1          |                 | 0               | 0               |                    | 3                  | 0                  |             | -           | -           | 11     | 1      |        |